# Bio-esthetiek
In Vlaanderen is Bio-esthetiek de benaming van een studierichting in de tweede graad van het Technisch secundair onderwijs. De opleiding heet in de derde graad 'Schoonheidsverzorging' en bereidt voornamelijk voor op het beroep van schoonheidsspecialist(e).

## Profiel
Behalve enkele algemeenvormende vakken (talen, wiskunde, geschiedenis, …) bevat het curriculum voornamelijk praktijk en stage in de schoonheidszorgen, ondersteund door theoretische kennis zoals materialenkennis, kleurenleer, inleiding in de anatomie en fysiologie van het menselijk lichaam. Voor leerlingen waarvoor dit theoretisch pakket te zwaar is, bestaat de mogelijkheid over te stappen naar de studierichting verzorging in het beroepssecundair onderwijs, waar het accent ligt op de praktische uitvoering.
Sommige scholen richten ook nog een zevende specialisatiejaar in, zoals "esthetische lichaamsverzorging", of "grime".
Voor de sterkste leerlingen is ook de overstap naar het hoger onderwijs mogelijk, meestal een (professionele) bachelor in een sociale, medische of artistieke opleiding.